# Wertschöpfung (Ethik)
Als Wertschöpfung bezeichnet man in der Ethik, einem Teilbereich der Philosophie, den Prozess und das Ergebnis der Realisierung von ideellen Werten. Mit dem Aufkommen der Wertphilosophie unter ihren bedeutenden Vertretern Oskar Kraus oder Hermann Lotze, vor allem aber  mit den Arbeiten des einflussreichen Philosophen und Anthropologen  Max Scheler, avancierte der Begriff zu Beginn des 20. Jahrhunderts zu einem viel benutzten philosophischen Terminus, der die Diskussionen bis heute bestimmt.

## Begriff
Neben der wirtschaftlichen Bedeutung des Begriffs gerät häufig aus dem Blick, dass es sich bei dem Wort „Wertschöpfung“ auch um eine seit der Antike in der Denkwelt der Philosophie beheimatete Begriffsvorstellung handelt. Weisheitslehrer wie Konfuzius, Buddha oder Jesus von Nazareth vertraten die Idee einer ideellen Wertschöpfung schon vor mehr als tausend Jahren in ihren Kulturkreisen. Im europäischen Kulturraum tritt der Gedanke erstmals bei den Philosophen Sokrates und Platon in Praxis und Literatur ins Rampenlicht der öffentlichen Aufmerksamkeit. Seine Verbreitung war von einem „pädagogischen Eros“ getragen und sollte der sittlichen und moralischen Erneuerung der Gesellschaft über die Jugend dienen. Daneben traten auch bereits kommerziell ausgerichtete Lehrer auf, die gegen Honorierung Schüler in Rednerschulen oder persönlicher Unterweisung für eine politische Laufbahn vorbereiteten bzw. juristisch-dialektisch schulten wie die Sophisten. Die in den Dialogen Platons dokumentierten Auseinandersetzungen zwischen den frühen Philosophen und den Sophisten können als erste Versuche des Ringens um eine angemessene Wertethik gelten.
Grundsätzlich lässt sich zwischen Werten unterscheiden, die für den Menschen mit bestimmten äußeren Gütern und Besitztümern verbunden sind, dem sogenannten „bonum physicum“ (physisches Gut) und dem sogenannten „bonum morale“ (sittliches Gut), das mit subjektiven Wertvorstellungen des einzelnen Menschen und seiner inneren Befriedigung und Glückssuche eng verknüpft ist. Auf letztere zielt die ethische Wertschöpfung. Geht es im Wirtschaftssektor vornehmlich um die Absichten und Vorgänge des Gewinnzuwachses und der Gewinnmaximierung, also um eine Form des „Habens“, so handelt es sich im Bereich der Ethik um ideelle Werte, eine Form des existenziellen „Seins“.

## Materielle und ideelle Wertschöpfung
In den Werken des Pädagogen und Jugendpsychologen Eduard Spranger und seiner Zeitgenossen nehmen die Begriffe „Wertverwirklichung“ und „Wertschöpfung“ in ethischem Kontext eine tragende Bedeutung an. Dem mit der Jugendbewegung eng verbundenen Spranger kommt ein wesentlicher Einfluss auf die Ausgestaltung der Reformpädagogik des angehenden 20. Jahrhunderts zu. Das von weiten Kreisen der damaligen Jugend getragene ideelle Gedankengut hat das Bildungswesen bis heute nachhaltig beeinflusst.

## Ideelle Wertausrichtungen
Der Sozialpsychologe Erich Fromm unterscheidet in seiner Gesellschaftskritik zwischen  „idealistischen“ und „materialistischen“ Wertanschauungen. Bei seiner Differenzierung von „Haben“ und „Sein“ geht es um die Alternative einer Bereicherung durch äußere Güter oder menschliche Qualitäten.
Die Bereitschaft zu einer nicht materialistischen Wertschöpfung kann ihre Motivationskraft aus sehr unterschiedlichen Quellen beziehen. So kann beispielsweise eine religiöse Grundeinstellung (metaphysische Orientierung), aber auch ein humanistisches Denken (Mitmenschlichkeit, Empathie) oder eine soziale Ausrichtung (Nächstenliebe, Solidarität) zur Triebfeder für das entsprechende Denken und Handeln werden. Der Einzelne wie die Gemeinschaft gewinnen dabei, etwa
- in Form des Zugewinns an menschlicher Reife
- durch die Erfüllung eines Lebenstraums
- als Gefühl einer inneren Bereicherung
- als Bewusstsein eines selbstlosen Dienstes an der menschlichen Gemeinschaft/Gesellschaft[5]

## Beispiele
- Ein Beruf kann vorrangig aus wirtschaftlichen Gründen gewählt und ausgeübt werden, um den Lebensunterhalt zu sichern, den Wohlstand zu vermehren oder sich ein bestimmtes Sozialprestige zuzulegen. Er kann aber auch ohne ein Sekundärinteresse, aus Überzeugung vom Sinn der Arbeit selbst für eine (auch unterbezahlte Aufgabe) ergriffen werden (Beruf als „Berufung“ statt „Jobverständnis“, Ehrenamt ohne Honorierung etc.).
- Bei der Konfrontation mit Gefahrensituationen geht der Wagnisbereite bestimmte Risiken ein wie die Möglichkeiten materiellen Verlusts oder der Verletzung. Dies rechtfertigt sich nur mit der realistischen Aussicht, einen Wertgewinn aus dem Eingehen des Wagnisses ziehen zu können. Ohne diese Chance wäre das Wagnis unsinnig und verantwortungslos.[6]
- Erwerbstätigkeit und Leistung müssen sich grundsätzlich lohnen. Arbeit hat keinen Selbstzweck. Der Mensch lebt nicht, um zu arbeiten, sondern arbeitet, um leben zu können bzw. sein Leben mit Sinn zu erfüllen.[7]
- Das Engagement in Kriegs- oder Seuchengebieten kann Lebenssinn vermitteln, Hilfsbedürftigen zugutekommen, der Aufklärung der Öffentlichkeit dienen und gleichzeitig der eigenen Persönlichkeitsentwicklung dienen.
- Wagen ist eine Form kreativen Handelns: Jedes verantwortungsbewusst eingegangene Wagnis ist von dem Bestreben einer Wertschöpfung getragen, sei sie materieller oder ideeller Natur.[8]

## Wege der Vermittlung
Die Wege und Methoden einer zeitgemäßen Wertevermittlung sind vielfältig. Sie werden seit dem Altertum diskutiert, aber nur bedingt in die Praxis umgesetzt. Dabei zeigt sich ein breites Spektrum von Meinungen: Wird auf der einen Seite aus einer eher pessimistischen Grundhaltung heraus von „Wertverlusten“ bzw. einem „Wertewandel“ in unserer Gesellschaft geredet, verzeichnen andere Analysten auch ein zunehmendes Engagement, gerade von Jugendlichen in gemeinnützigen Einrichtungen (Behinderten- und Seniorenbetreuung, selbstlose Hilfe in Krisengebieten, religiöses Engagement).
Das zuverlässige Einlassen auf ethische Wertschöpfungen setzt eine konsequente Werteerziehung voraus, die zwar im politischen Tagesgeschäft immer wieder propagiert, aber selten realisiert wird. Hierzu bedarf es lebendiger Vorbilder, die in Wirtschaft, Finanzwesen und Politik vor allem als Negativ- und Kontrastbeispiele ins Auge fallen. Ethisches Wertbewusstsein sollte nach Auffassung der Schulpädagogik bereits im Elternhaus fundiert und von diesem gesellschaftlich eingefordert werden. Eine nachfolgende gute Schulbildung kann die Umsetzung im schulischen Alltagsleben forcieren und über literarische und historische Vorbilder vertiefen. Sie muss aber letztlich aus einer auf Überzeugung und einer entsprechenden Selbsterziehung basierenden stabilen Werthaltung erwachsen.
Auch eine kindgerecht betriebene freiberufliche oder schulische Erlebnispädagogik und attraktive Sportangebote erweisen sich als geeignet, zu  persönlichen Wertschöpfungen auf ethischer Sinnbasis anzuregen.